# بيتر هادلاند ديفس
بيتر هادلاند ديفس (1918-1992) (بالإنجليزية: Peter Hadland Davis)‏ هو عالم نبات بريطاني.